# ادمون إتش. ماديسون
ادمون إتش. ماديسون هو قاضي ومحامي وسياسي أمريكي، ولد في 18 ديسمبر 1865 في بلايموث في الولايات المتحدة، وتوفي في 18 سبتمبر 1911 في دودج سيتي في الولايات المتحدة. نشط حزبياً في الحزب الجمهوري. وقد انتخب عضو مجلس النواب الأمريكي ‏.